# Tonawanda (ciutat de Nova York)
Tonawanda és una ciutat del Comtat d'Erie (Nova York) als Estats Units d'Amèrica.

## Demografia
Segons el cens del 2000 Tonawanda tenia 16.136 habitants, 6.741 habitatges, i 4.361 famílies. La densitat de població era de 1.643,8 habitants per km².
Dels 6.741 habitatges en un 28,9% hi vivien nens de menys de 18 anys, en un 49,9% hi vivien parelles casades, en un 10,8% dones solteres, i en un 35,3% no eren unitats familiars. En el 31,2% dels habitatges hi vivien persones soles el 13,1% de les quals corresponia a persones de 65 anys o més que vivien soles. El nombre mitjà de persones vivint en cada habitatge era de 2,39 i el nombre mitjà de persones que vivien en cada família era de 3,01.
Per edats la població es repartia de la següent manera: un 23,9% tenia menys de 18 anys, un 7,6% entre 18 i 24, un 29% entre 25 i 44, un 22,7% de 45 a 60 i un 16,8% 65 anys o més.
L'edat mitjana era de 39 anys. Per cada 100 dones de 18 o més anys hi havia 90,2 homes.
La renda mitjana per habitatge era de 37.523 $ i la renda mitjana per família de 46.242 $. Els homes tenien una renda mitjana de 36.980 $ mentre que les dones 24.314 $. La renda per capita de la població era de 18.789 $. Entorn del 4,9% de les famílies i el 7,1% de la població estaven per davall del llindar de pobresa.

## Poblacions properes
El següent diagrama mostra les poblacions més properes.